# Indumentaria infantil

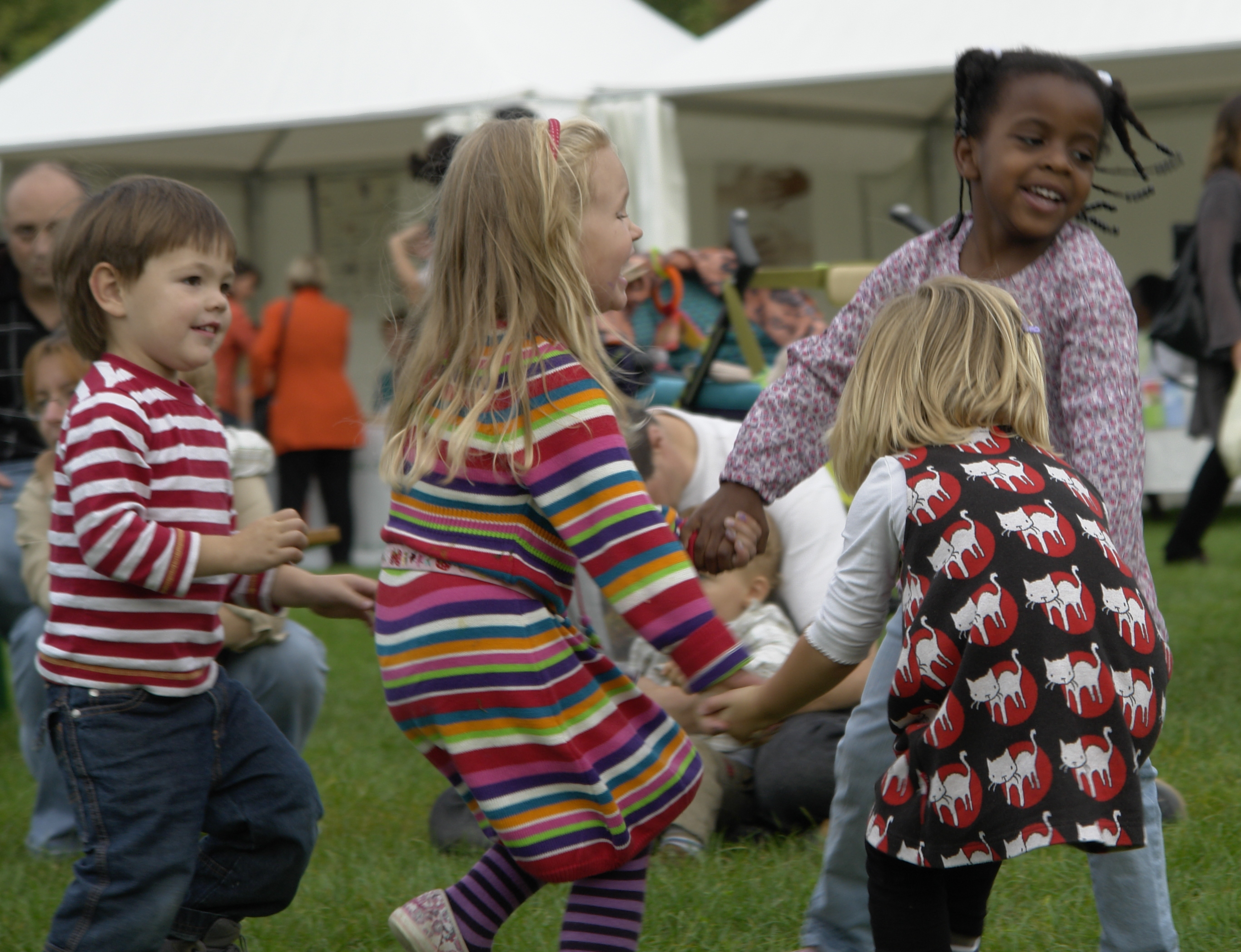
La ropa de los niños debe ser útil para jugar.

La ropa para niños o ropa para niños es ropa para niños que aún no han alcanzado su altura máxima. La vestimenta infantil tiende a ser más informal que la de los adultos, apropiada para jugar y descansar.
Sin embargo, a principios del siglo XXI, la moda infantil experimentó una fuerte influencia de las tendencias de moda para adultos. El término "cebo para abuelas" se utiliza en la industria minorista para referirse a la ropa infantil costosa. Con el auge de las plataformas de redes sociales como Instagram, celebridades y blogueros de moda han utilizado sus cuentas para publicar fotos de sus hijos vistiendo ropa de lujo con un "estilo callejero", inspirando a los padres a vestir a sus hijos de manera similar a ellos mismos. La prioridad de algunas personas es adquirir prendas de alta calidad y bien diseñadas para sus hijos, y la ropa infantil ahora ocupa un lugar destacado en las tiendas de las principales marcas y en los puntos de venta minoristas de moda de alta gama. Además, la ropa se diseña de manera específica para niños y niñas desde una edad muy temprana.

## Historia
La infancia se distingue por ciertos parámetros en todas las sociedades, desde la niñez hasta la adolescencia. Las expectativas sociales sobre las capacidades, limitaciones y apariencia de los niños están presentes en todas las etapas de su desarrollo. A lo largo de todas las épocas, la ropa desempeña un papel crucial en el "look" de la infancia. Un análisis de la historia de la ropa infantil revela cambios significativos.

### Ropa infantil temprana.

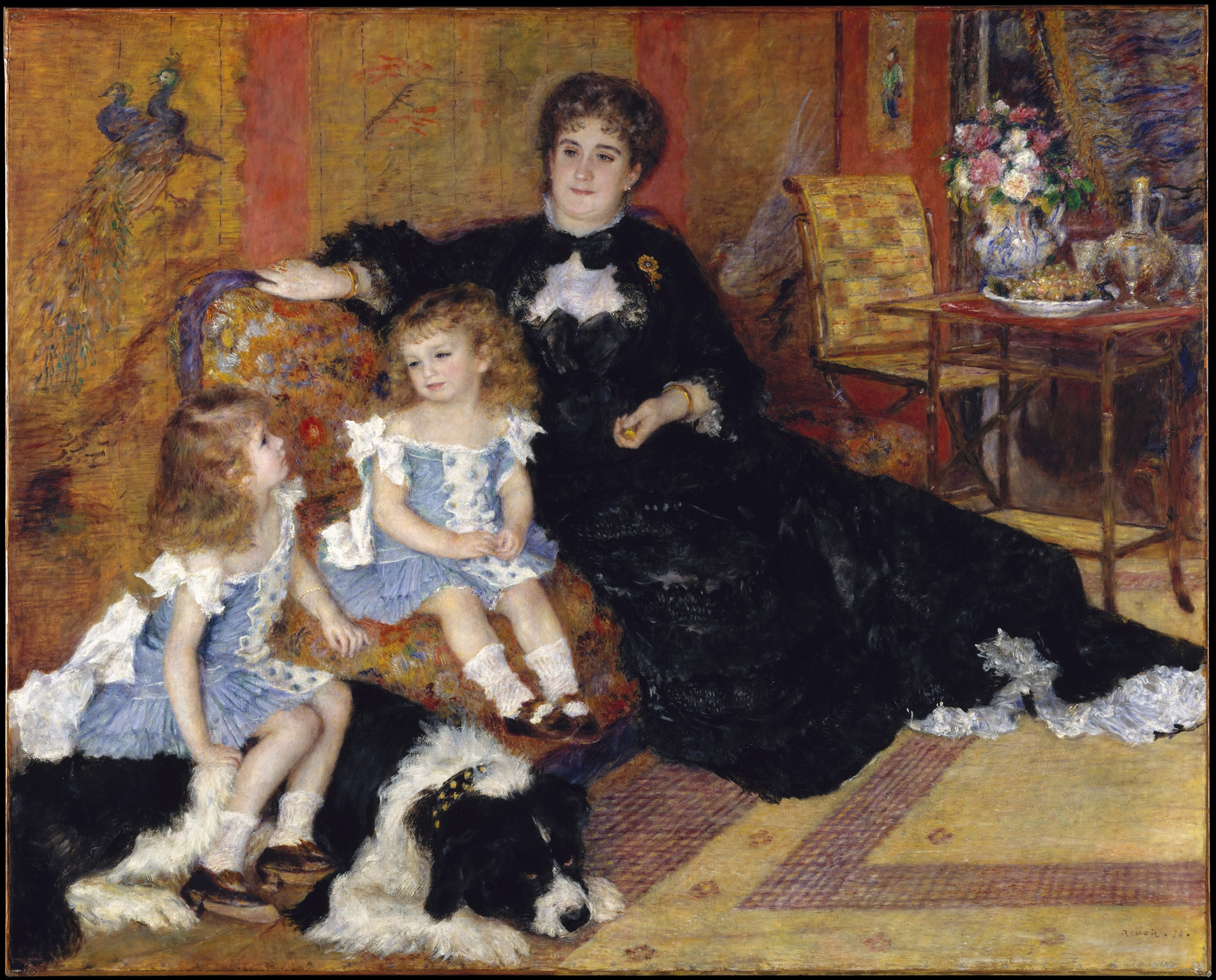
Hija e hijo vestidos idénticamente en una elegante casa parisina (1878)

Los niños, sin importar el género, compartían estilos y cortes antes del siglo XX. Desde el siglo XVI hasta el XX, tanto hombres como mujeres llevaban togas, túnicas y vestimenta similar. La bata se volvió común para las mujeres, los recién nacidos y los niños pequeños solo después de que la moda masculina evolucionara hacia prendas de dos piezas, camisas y pantalones. Los estilos de los niños cambiaron desde vestidos hasta prendas de adulto a medida que iban creciendo.

### Batas para mujer y bebes
Envolver a los niños fue popular durante un breve período, pero los vestidos blancos hasta los tobillos y las faldas lenceras para bebés y niños pequeños que gateaban se volvieron populares alrededor del siglo XVI. Las mujeres usaban vestidos camiseros y de muselina ultrafina en el siglo XVIII, que guardaban notable similitud con la vestimenta usada por niños pequeños desde mediados de siglo. A medida que la moda infantil evolucionaba, se incorporaban accesorios adicionales a los vestidos, como cinturones.
Otro ejemplo destacado de la moda neoclásica femenina fue este look. Durante el siglo XIX, la mayoría de las mujeres, niñas y niños pequeños llevaban prendas confeccionadas con telas ligeras como la seda o el algodón.

### Vestidos de niña

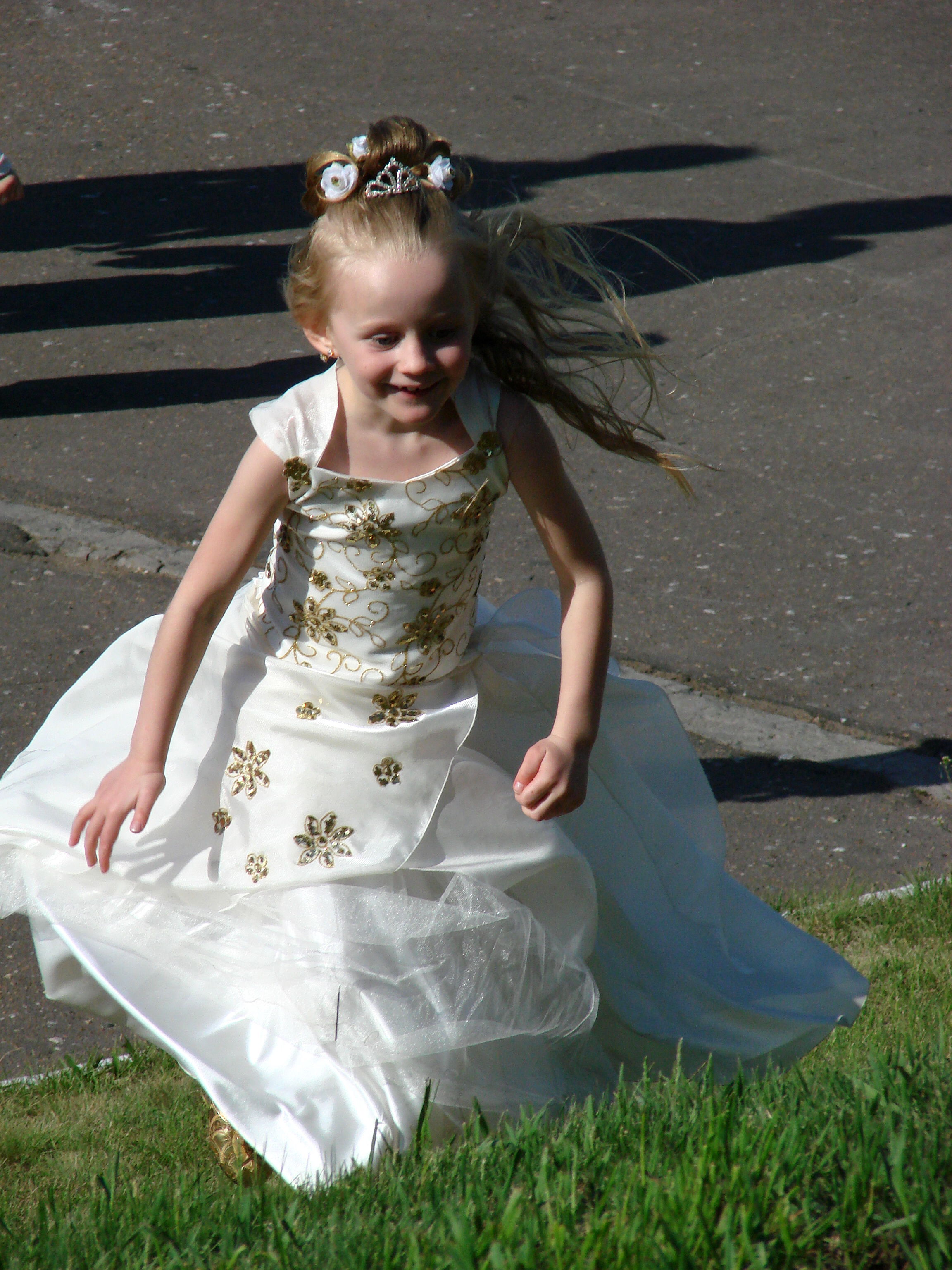
Una chica con un vestido.

Mientras que la indumentaria masculina experimentó cambios drásticos a lo largo del siglo XIX, los vestidos de las niñas se mantuvieron relativamente inalterados. La vestimenta femenina apenas experimentó cambios significativos en cuanto a corte o detalles estilísticos, desde los vestidos de nacimiento hasta los trajes con faldas que llevaron a lo largo de su vida. La diferencia clave entre la moda infantil y la femenina radicaba en que la longitud de los vestidos aumentaba constantemente, alcanzando finalmente el suelo en la adolescencia. 

## Función

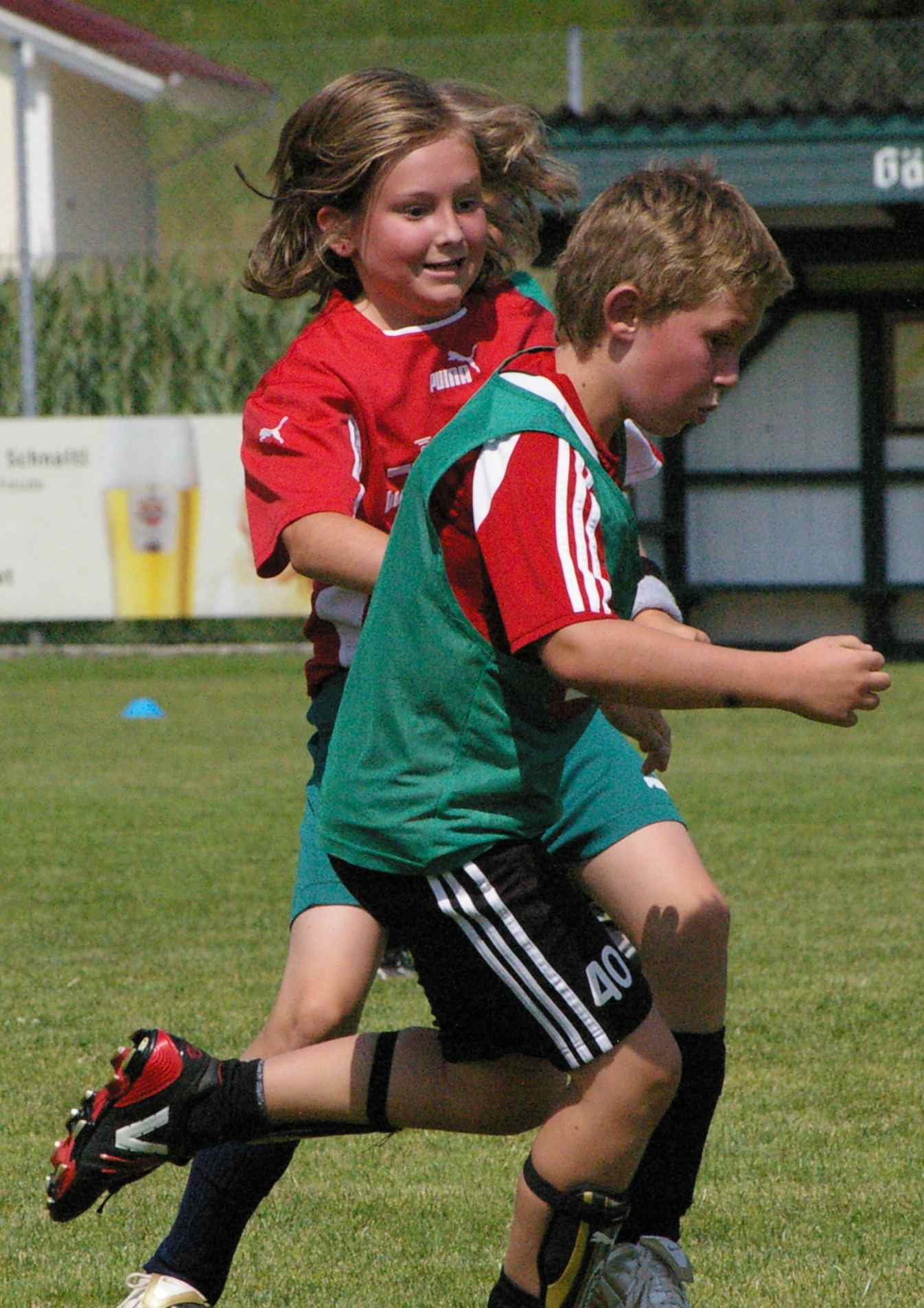
La ropa infantil incluye uniformes deportivos, que permiten a los niños moverse libremente para jugar, así como mostrar a qué equipo pertenece cada jugador.

La función y el diseño deben equilibrarse adecuadamente en la ropa infantil para que sea popular y aceptada. La elección de telas, las aberturas y cierres, el ajuste y la comodidad, así como los adornos utilizados, son consideraciones importantes al diseñar prendas para niños. Otros factores a los que un diseñador de ropa para niños debe prestar atención incluyen la forma en constante cambio del niño en crecimiento y las diversas proporciones de las diferentes partes del cuerpo.
La ropa de ocio y la ropa deportiva son dos estilos de diseño muy prominentes en la moda infantil.

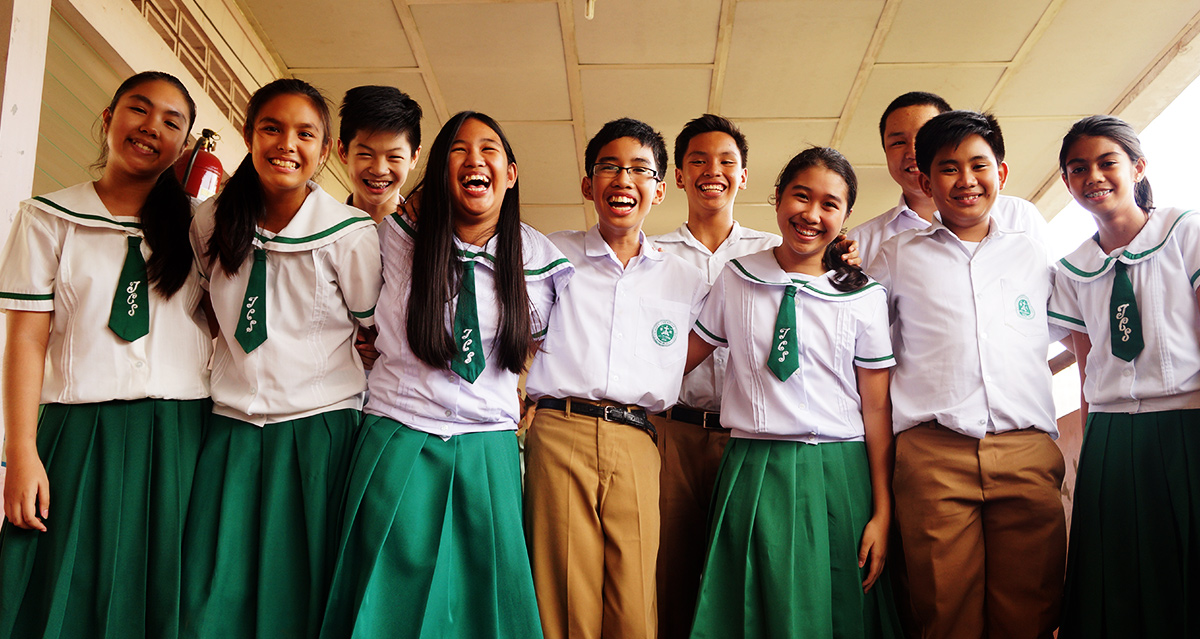
Los uniformes escolares son comunes en todo el mundo.

Los uniformes escolares constituyen otra categoría de ropa especializada diseñada para niños.

## Tallas
Las tallas estadounidenses de ropa para bebés generalmente se basan en el peso del niño, mientras que las tallas europeas suelen basarse en la altura del niño. Por ejemplo, la talla 6 meses (o 3 a 6 meses) se espera que se ajuste a un niño con una altura de 61 a 67 centímetros (24,0 a 26,4 pulgadas) y un peso de 5,7 a 7,5 kilogramos (12,6 a 16,5 libras).
La ropa de niños también es utilizada ocasionalmente por adultos de baja estatura.

## Ropa infantil y género.

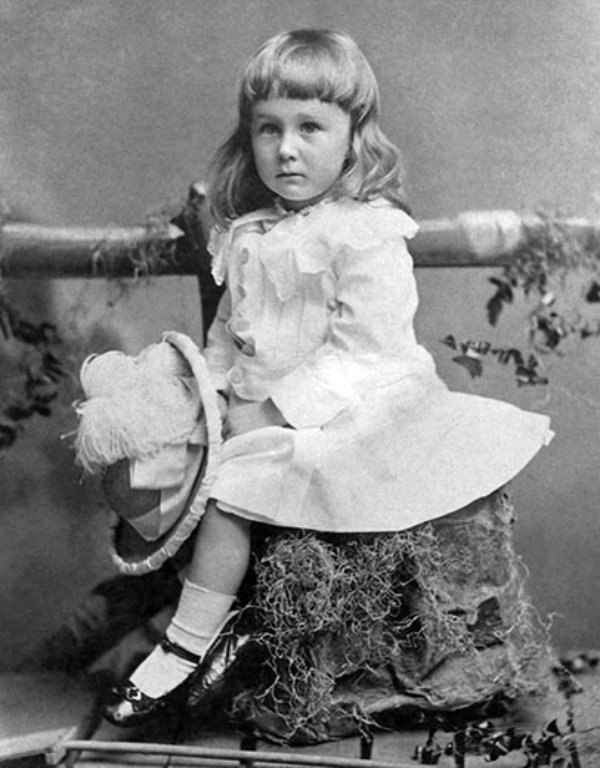
Como la mayoría de los niños de finales del siglo XIX, cuando era un niño pequeño, el futuro presidente de Estados Unidos, Franklin D. Roosevelt, vestía vestidos blancos.

La ropa específica de género para niños pequeños fue poco común a lo largo de la mayor parte de la historia, principalmente por razones prácticas. Esto incluía tanto el estilo de la ropa como el color. Antes del nacimiento, los padres no sabían el género del bebé, y la ropa blanca resultaba más fácil de limpiar. Además, se requería menos ropa, ya que toda ella podía ser utilizada para cualquier bebé. Esto evitaba que los padres sintieran la necesidad de adquirir o confeccionar conjuntos completos de vestidos rosados para un bebé y luego conjuntos de monos azules para el siguiente.

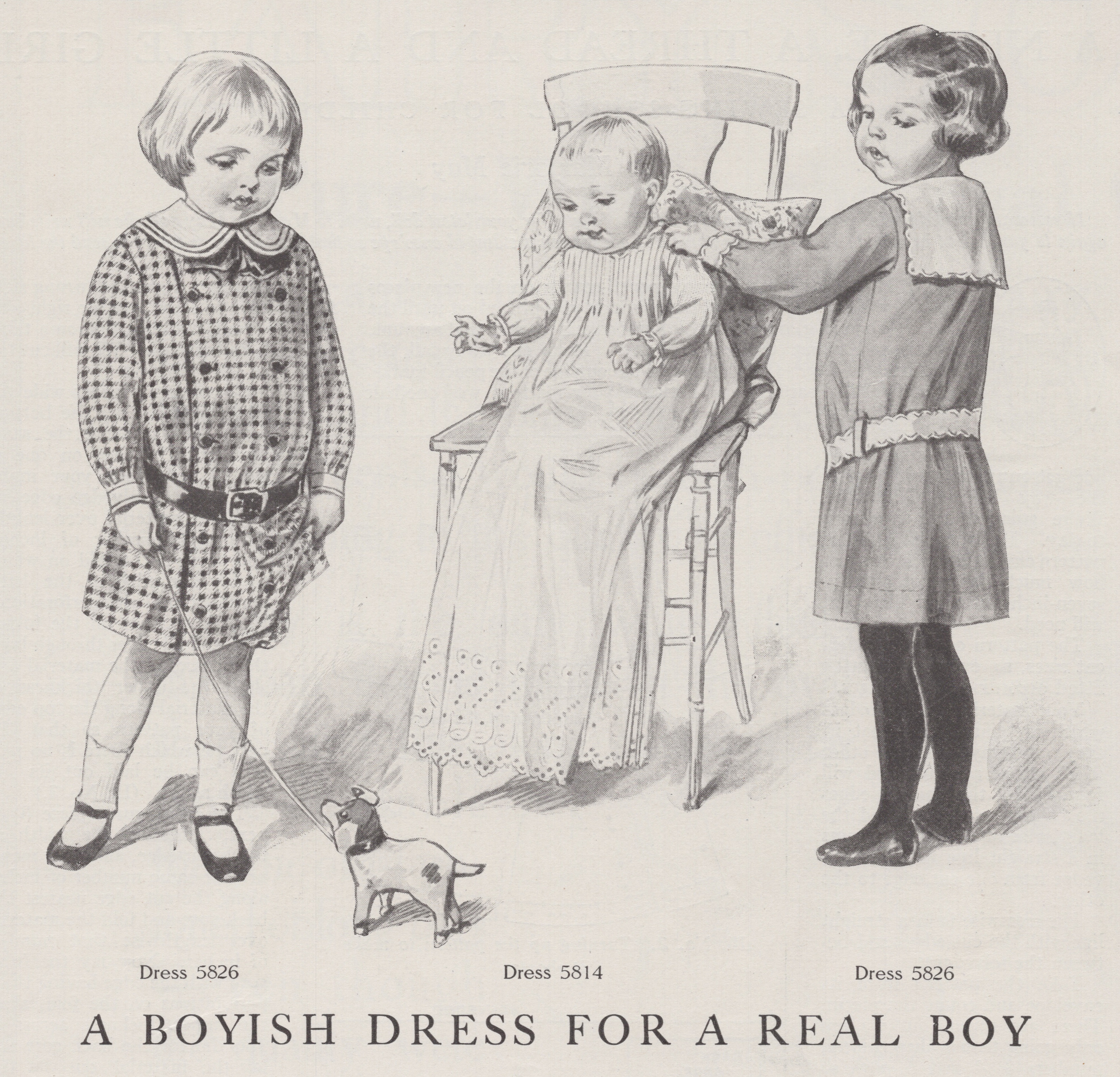
El anuncio de 1912 de ropa para niños se tituló "Un vestido juvenil para un niño de verdad".

Antes de la década de 1940, tanto los niños como las niñas solían llevar vestidos cortos. En Estados Unidos, durante las décadas de 1940 y 1950, los niños adoptaron la vestimenta de sus padres, luciendo camisas y pantalones en los mismos colores que estos. Desde mediados de los años 1960 hasta mediados de los años 1980, la moda para las niñas estadounidenses se inclinó hacia la ropa unisex, como jeans y camisetas. Así, la moda estadounidense transitó desde la práctica común de que tanto niños como niñas usaran vestidos con frecuencia en el siglo XIX, hasta que ninguno de los dos géneros los llevase de manera constante en la década de 1970.

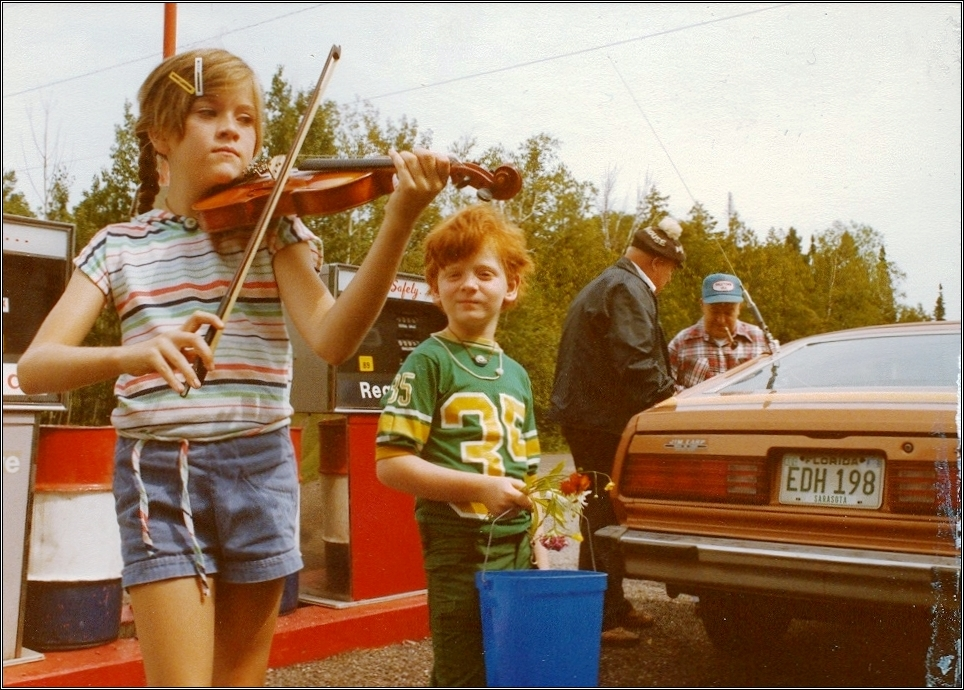
En la década de 1970, las niñas y los niños podían usar estilos de ropa similares. Los adornos femeninos no estaban de moda.

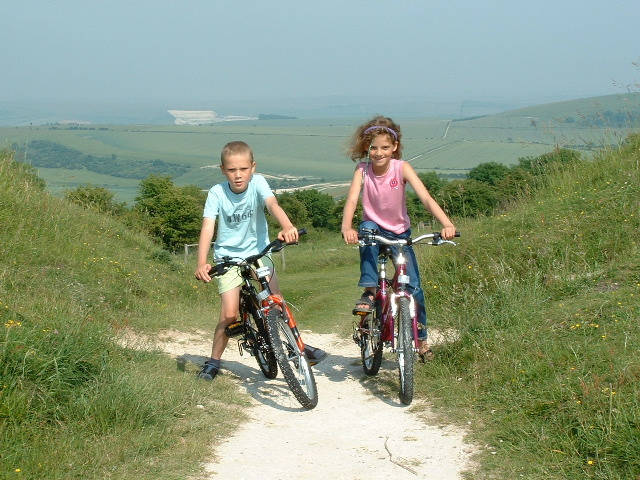
Este niño viste una camisa azul y pantalones cortos. Esta chica viste una camisa rosa y jeans.

Los colores específicos para cada género surgieron a mediados del siglo XX. En esa época, la ropa era costosa y la ropa blanca podía ser blanqueada cuando se ensuciaba. Como resultado, no se usaban colores específicos para la ropa de bebés hasta la época victoriana, y en ese período, cualquier niño podía vestirse de cualquier color. El código de color que asigna principalmente el rosa para la ropa de niñas y el azul para la ropa de niños no se estableció hasta la década de 1940 en adelante. De hecho, en la primera parte del siglo XX, se recomendaba el uso de ropa azul claro para las niñas estadounidenses, considerándolo el color más "delicado y suave", mientras que se sugería el rosa para los niños por ser el "color más fuerte". Otros esquemas de codificación de colores sugerían que la elección de colores debería coordinarse con el color de cabello u ojos del niño, siendo el azul recomendado para cabello rubio u ojos azules.

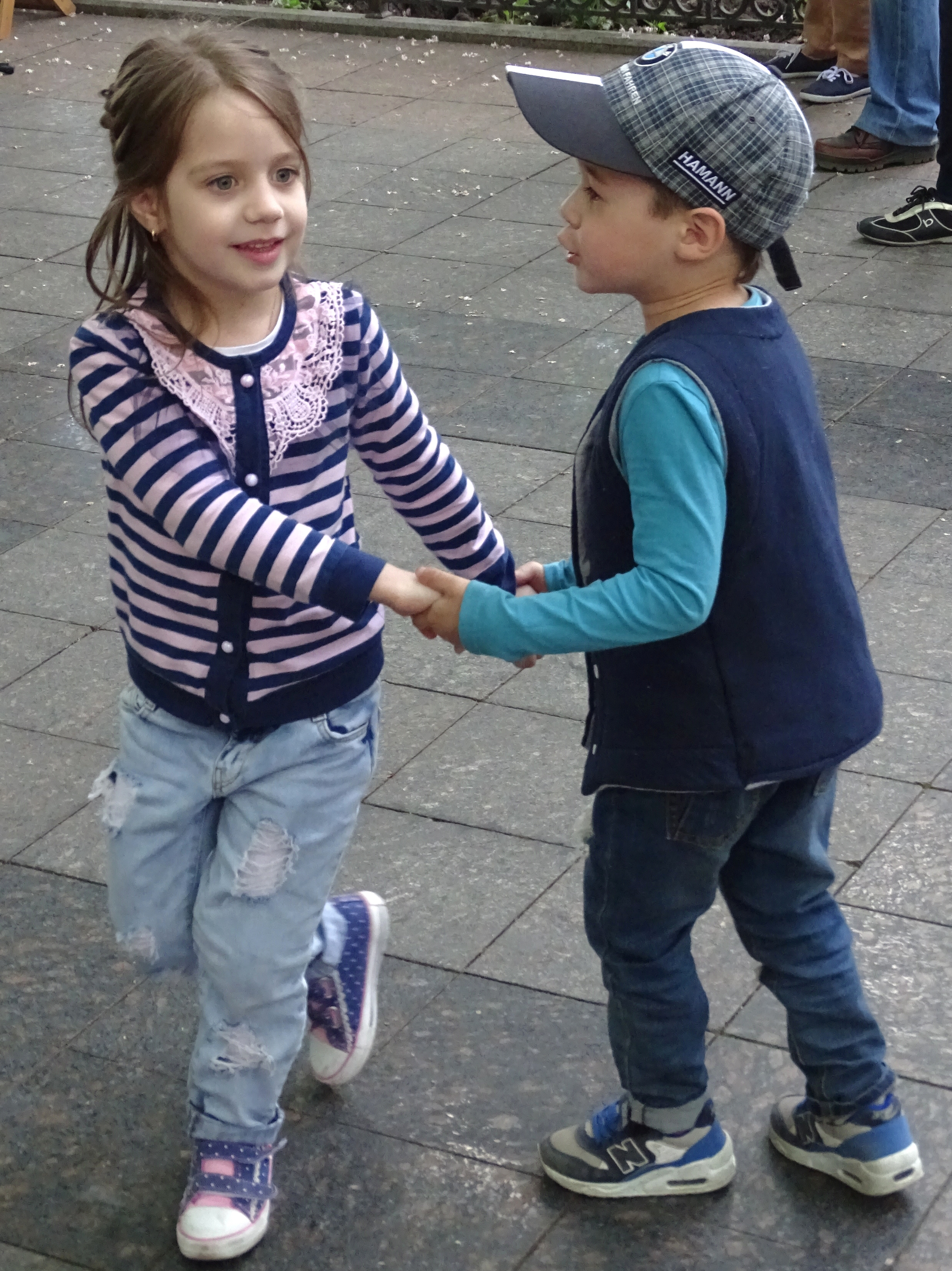
Un niño y una niña, ambos vestidos con jeans, camisas de punto y zapatillas de deporte.

La ropa de los niños en el mundo de habla inglesa se ha vuelto cada vez más segregada, y se espera que las niñas, especialmente, vistan de rosa. Peggy Orenstein escribe en su libro "Cinderella Ate My Daughter" que la ropa de color rosa y con temática de princesas es casi omnipresente para las niñas en las tiendas de Estados Unidos. Ella considera que esto es problemático porque limita a las niñas no solo a un color, sino también a un espectro de experiencias y "fusiona firmemente la identidad de las niñas con la apariencia". Como reacción a esta situación, en 2008 se formó en el Reino Unido un grupo de campaña llamado Pinkstinks para crear conciencia sobre los estereotipos de género en los niños. Además, las empresas de ropa han comenzado a vender prendas unisex o de género neutro, como la empresa sueca Polarn O. Pyret, mientras que otras se han fundado específicamente para ofrecer este tipo de artículos, como Tootsa MacGinty. 
En la actualidad, la diferenciación de moda infantil para niñas y niños sigue siendo sexista a varios niveles. Los diseños son distintos en cuanto a patrones, medidas, ajustes y adornos. Resulta relevante el abismo en los diseños de estampados para unas y otros, que se aprecia de forma clara en las camisetas que venden grandes compañías globales como Zara o H&M. En los diseños para niñas priman las flores, corazones, animalitos dulces y tonos pastel, además de mensajes inclinados hacia el amor romántico. En las camisetas para niños se encuentran fieros depredadores, dinosaurios, maquinaria pesada, superhéroes violentos o motivos deportivos. Los mensajes escritos promueven la competitividad, el espíritu crativo o la individualidad.

## enlaces externos
- Placas de moda de ropa infantil de los siglos XIX y XX de las bibliotecas del Museo Metropolitano de Arte

- Datos: Q2471487
- Multimedia: Children's clothing / Q2471487